# Slåtthornet
Slåtthornet este o arie protejată (sit de importanță comunitară — SCI) din Suedia întinsă pe o suprafață de 22,56 ha, integral pe uscat.

## Localizare
Centrul sitului Slåtthornet este situat la coordonatele 63°03′14″N 14°54′16″E / 63.053955°N 14.904513°E.

## Înființare
Situl Slåtthornet a fost declarat sit de importanță comunitară în septembrie 2021 pentru a proteja un număr necunoscut de specii din flora spontană și fauna sălbatică aflate în arealul zonei.

## Biodiversitate
Situată în ecoregiunea boreală, aria protejată conține 1 habitat natural: Taiga vestică.
La baza desemnării sitului se află un număr nedeclarat de specii protejate.